# Oros (König von Troizen)
Oros (altgriechisch Ὤρος Óros, deutsch ‚Zeitiger‘, lateinisch Orus) ist eine Gestalt der griechischen Mythologie und gilt als der erste mythische König von Troizen. Er soll als erster das Land bewohnt haben, das damals nach ihm Oraia (altgriechisch Ωραία = die Blühende) genannt wurde. Pausanias bemerkte zu seinem Namen, dass dieser ägyptisch und nicht griechisch klingen würde. Oros war der Vater der Leïs. Oros' Enkel Althepos, der Sohn des Poseidon und der Leïs, wurde nach ihm König.